# Докази геноциду вірмен

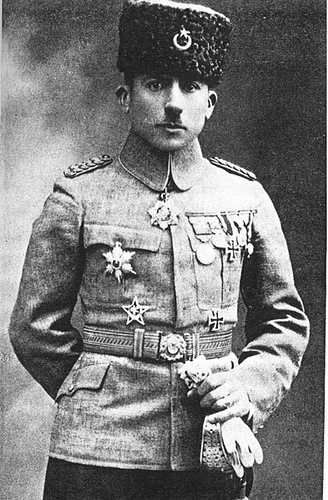
Рафаель де Ноґалес Мендес (1879—1936), венесуельський офіцер, який служив в османській армії, написав доповнений звіт про масові вбивства 1915 року в книзі «Cuatro años bajo la media luna» (Чотири роки під півмісяцем)

Доказами геноциду вірмен є комплекс документів, свідчень і досліджень, покликаний підтвердити факт скоєння геноциду вірмен у 1915 році в Османській імперії (деякі джерела, стверджують, що продовжувався до 1923 року). Геноцид вірмен є другим за вивченістю актом геноциду в історії після Голокосту. Внаслідок було скоєно вбивство понад 1,5 млн вірмен.

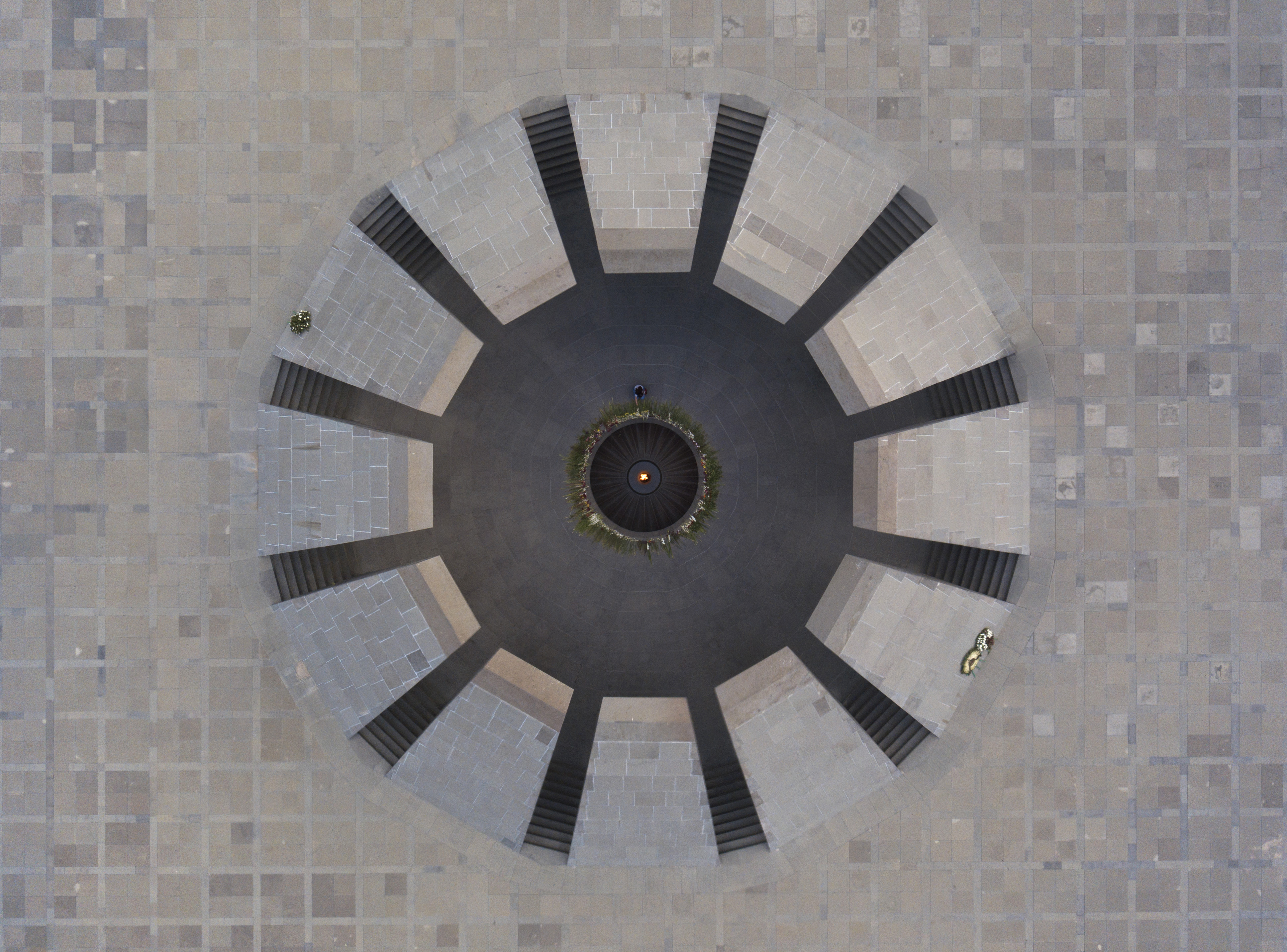
Дівчина покладає квіти до Меморіального комплексу геноциду вірмен (вид зверху).

Аргументи на користь того, що кампанія проти вірменського народу носила систематичний і централізований характер, базуються на численних свідченнях нетурецьких очевидців (консулів, військовослужбовців, медсестер, вчителів, місіонерів), свідченнях турецьких чиновників і самих вірмен, що спромоглися залишитися живими. Твердження про організацію цілеспрямованого знищення вірмен увійшло підсумкове звинувачення на судовому процесі проти лідерів молодотурків. На сьогодні не надано жодних документів з турецьких архівів, які свідчать про цілеспрямованість знищення вірмен, що, можливо, пояснюється знищенням цих документів або чинною на сьогодні в Туреччині цензурою. Недоведеними чи фальшивими вважаються так звані телеграми Талаат-паши, що були опубліковані 1920 року. Оригінали телеграм відсутні, проте аналіз, проведений Дадряном, показує, що вміст цих телеграм побічно підтверджується матеріалами процесу проти лідерів молодотурків. Звільнені вірменами території заселялися мухаджирами з Фракії або Болгарії, які не могли б дістатися до Кілікії та Західної Вірменії без організаційної допомоги та планування, що також є аргументом, що свідчить про співучасть високих офіційних кіл у програмі знищення вірмен.

## Німецькі джерела
З погляду повноти й правдивості німецькі джерела є найнадійнішими, оскільки Німеччина була союзником Османської імперії у Першій світовій війні.
Ще в 1896 році в Німеччині тема знищення вірмен Абдул Гамідом II обговорювалася настільки широко, що Йоганнес Лепсіус, який очолив протести громадськості, був найпопулярнішою людиною в Німеччині. Німецькі чиновники з політичних міркувань не брали участь у захисті вірмен. Проте тиск громадськості змушував їх діяти: посол Ганс фон Ваннергейм змушений був закликати Берлін запобігти репресіям проти вірмен і виступити їх захисником. Міністра закордонних справ Готліба фон Ягова це цікавило в останню чергу, та все ж європейський резонанс змусив його взяти участь у захисті вірменського населення. Створене в Німеччині «німецько-вірменське суспільство» мало інформувати громадськість про стан вірмен у Туреччині. Суспільство зібрало безліч видатних німців: серед них чотири генерали, лідери двох ліберальних партій рейхстагу, великі представники ділових, академічних і протестантських кіл. Підтримку Суспільству висловили художник Макс Ліберман, соціолог Георг Зіммель, нобелівський лауреат Рудольф Ойкен та Томас Манн, у списку спонсорів значилися редактори трьох провідних щоденних газет. Після початку Першої світової війни німецько-вірменське суспільство почало відчувати труднощі. Для організації протурецької пропаганди було залучено журналіста Ернста Якха, який мав значний дар самореклами. Після вступу турків у війну вони були представлені німецькому загалу як брати по зброї та рятівники. Якх рекламував імперію Османа як «територію толерантності». У квітні 1915 року німці, що перебували в Османській імперії, стали свідками масових вбивств, а Якх, через Ганса Гумана, спільного з Енвером друга, був у курсі політики Іттіхад. Проте і в червні, коли консул Італії в Трапезунді втратив свідомість, став свідком жаху, Якх почав готувати публікацію книги «Толерантність Ісламу».
Місіонерам, які намагалися інформувати світову спільноту, було заборонено користуватися поштою, їх телефони та телеграфи були конфісковані. Представникам нейтральних країн було заборонено шифрувати пошту, це право залишилося лише у союзників імперії Османа — Німеччини та Австро-Угорщини. Коли німецький консул спробував включити до звіту опис погрому в Мараші 14 квітня, посол Ваннергейм заявив, що не прийме його, поки не отримає обіцянку, що матеріал залишиться прихований від громадськості. Проте вже 17 червня Ваннергейм, спираючись на цілу низку джерел, дійшов твердого висновку, що метою депортації вірмен є знищення вірмен у турецькій імперії. Ваннергейм повідомив, що Талаат відкрито висловлювався, що Порта використовує війну для очищення території країни від християн. Особливо інформативними були повідомлення консула в Алеппо, який отримав догану за підтримку вірмен, і консула в Мосулі та Вані, який після відмови міністерства закордонних справ компенсувати йому гроші на допомогу вірменам, що помирали від голоду, годував їх своїм коштом.
Таким чином до середини 1915 року повідомлення німецьких офіційних осіб лише повторювали заяви офіційної турецької пропаганди про вірменське повстання і про допомогу османських посадових осіб вірменам, що переселялися. З середини червня офіційні повідомлення починають містити точні дані про кількість вірмен, що виселяються, і про методи їх депортації. Багато німецьких чиновників — посол Ваннергейм, Меттерніх, Кульман, їхні заступники та німецькі консули в Адані, Мосулі та Алеппо характеризують позицію турецької влади та Талаата як брехня. Ці повідомлення були призначені виключно для внутрішнього використання, що виключало пропаганду чи спотворення інформації. Німецький полковник Странге у секретній доповіді повідомляє, що вірмени були знищені відповідно до давно задуманого плану. Він же, а також посол Ваннергейм, консули Трапезунда та Алеппо, повідомляють про спеціально випущені карні злочинці для вбивств вірмен. Посли Меттерніх, Кульман та кілька консулів неодноразово відзначали контроль регіональних представників Іттіхад над кампанією масових убивств у провінціях, а також відзначали величезний масштаб мародерства та пограбувань. У повідомленнях німецькі чиновники, описуючи ситуацію, регулярно використовують терміни винищення, знищення, вигнання і повідомляють, що метою депортації було повне знищення вірменського населення Туреччини.

## Американські джерела
До 1917 року США дотримувалися нейтральної позиції та його політика не становила загрози Османської імперії, що дозволяло їм утримувати велику кількість консульських працівників в османських регіонах. Тривалі контакти між вірменами та американцями, пов'язані з місіонерською та комерційною діяльністю, а також втеча значної кількості османських вірмен у США, призвела до того, що Держдеп США був детально поінформований про події, що відбуваються. Найважливішим американським джерелом є повідомлення та спогади посла Генрі Моргентау. У своїх звітах Моргентау неодноразово повідомляє про систематичне та загальне вигнання та знищення вірмен. У серпні 1916 року Моргентау змінив Абрам Елкур, повідомлення якого показують, що керівництво імперії всіляко перешкоджало доставленню гуманітарної допомоги вмираючим від голоду вірменам. Численні повідомлення мережі консульських установ, розташованих у ключових містах Османської імперії, містять інформацію про депортації та вбивства вірмен та свідчення турецьких чиновників про те, що це було запланованою кампанією знищення. Про систематичний характер знищення вірмен свідчили також американські місіонери.

## Турецькі джерела
Більшість турецьких джерел, у тому числі особисті документи лідерів Іттіхад, були знищені згідно з офіційними розпорядженнями під час їх втечі з Туреччини в 1918 році. Архіви Спеціальної Організації були знищені одним з її лідерів, Есреф Кускубасі. Проте частина турецьких документів з геноциду вірмен збереглася. Найважливішими є архіви турецького військового трибуналу. У результаті розслідування масового вбивства вірмен суд прийшов до висновку, що ці вбивства були заплановані та санкціоновані верхівкою партії Іттіхад. Протоколи допитів містять численні свідчення турецьких офіційних осіб, які підтверджують такий намір. Турецькі парламентські дебати 1918 року щодо вбивств вірмен містять аналогічні свідчення. Також існує безліч мемуарів, що підтверджують заплановане знищення вірмен. Так, популярний турецький історик Ахмед Рефік, який служив на командних посадах у департаменті османського генерального штабу, у мемуарах «Два комітети, два злочини» докладно описує знищення вірмен і заявляє, що метою Іттіхад було знищення вірмен. Командувач третьої османської армії генерал Вехіб, який прийняв командування в 1916 році та розслідував вбивства вірмен за допомогою військово-польового суду, заявив, що вбивства були проведені в рамках умисної програми.

## Пізніші слідства
Вбивства вірмен в Османській імперії розглядалися декількома міжнародними організаціями. В 1984 році «Постійний трибунал народів» визнав дії Османської імперії геноцидом. Такого висновку в 1997 році дійшла Міжнародна асоціація дослідників геноциду.
2001 року спільна турецько-вірменська комісія з примирення звернулася до «Міжнародного центру з питань правосуддя перехідного періоду» для незалежного ув'язнення, чи є події 1915 року геноцидом. На початку 2003 року представлено висновок, що події 1915 року потрапляють під усі визначення геноциду та вживання цього терміну повністю виправдано.
У 2019 році Ватикан розкрив засекречені документи про геноцид вірмен.